# Middle River (Maryland)
Middle River is een plaats (census-designated place) in de Amerikaanse staat Maryland, en valt bestuurlijk gezien onder Baltimore County.

## Demografie
Bij de volkstelling in 2000 werd het aantal inwoners vastgesteld op 23.958.

## Geografie
Volgens het United States Census Bureau beslaat de plaats een oppervlakte van
21,9 km², waarvan 20,0 km² land en 1,9 km² water. Middle River ligt op ongeveer 5 m boven zeeniveau.

## Plaatsen in de nabije omgeving
De onderstaande figuur toont nabijgelegen plaatsen in een straal van 8 km rond Middle River.